# Моз Еллісон
Моз Джон Е́ллісон, мол. (англ. Mose John Allison, Jr.; 11 листопада 1927, Тіппо, Міссісіпі — 15 листопада 2016, Гілтон-Гед, Південна Кароліна) — американський джазовий і блюзовий піаніст, співак і композитор.

## Біографія
Народився в Тіппо, штат Міссісіпі. Почав брати уроки гри на фортепіано у приватного вчителя у віці 6 років. Вчився грати на трубі у школі і очолював гурт, що грав в ново-орлеанському стилі. Слухав Луї Армстронга, Нета Коула, Сонні Бой Вільямсона, Тампу Реда, Джона Лі Гукера та ін. В 1946—1947 роках проходив службу в армії. У 1950 році здобув освітній рівень бакалавра мистецтв в Університеті штату Луїзіана, де вивчав англійську мову і літературу.
У 1951 році впершу відвідав Нью-Йорк. Гастролював по штатах Техас і Луїзіана з власним фортепіанним тріо. У 1956 році переїхав до Нью-Йорка, де почав працювати з саксофоністом Стеном Гетцом (1956—1957). Записав альбом The Al Cohn Quintet Featuring Bobby Brookmeyer (Coral, 1956) з Елом Коном і Боббі Букмеєром, і потім у 1957 році підписав власний контракт з лейблом Prestige Records (дебютував з альбомом Back Country Suite). У 1958 році створив власне тріо з басистом Еддісоном Фармером і ударником Ніком Стабуласом; грав з Джеррі Малліганом, виступав у клубі Vanguard і на джазовому фестивалі в Грейт-Саут-Бей з власним тріо. З лютого по квітень 1959 року дав концерти в Парижі, Стокгольмі і Копенгагені з місцевими ритм-секціями. В 1959 році часто виступав з Елом Коном і Зутом Сімсом в клубі Halg Note в Нью-Йорку.
Після того як залишив Prestige, на якому записав нині класичні альбоми як соліст у складі тріо, а саме Back Country Suite (1957), Young Man Mose (1958) і Seventh Son (1958—1959), перейшов на лейбл Columbia, де пробув два роки, перед тим як познайомився з Несухі Ертегуном з Atlantic Records.
З 1957 року випускав щонайменше один альбом на рік аж до 1976 року, коли він пішов з Atlantic, записавши класичний Your Mind Is on Vacation. Після шестирічної перерви почав знову записуватись, у 1982 році на дочірньому лейблі Elektra — Musician, де записав Middle Class White Boy. Після 1987 року, записувався на лейблі Blue Note/Capitol. Його дебютною платівкою на лейблі став альбом Ever Since the World Ended. Еллісон записав один із найцікавіших матеріалів у своїй кар'єрі на дочірньому лейблі Blue Note Capitol Records, включаючи My Backyard (1992) і The Earth Wants You (1994), обидва спродюсовані Беном Сідрамом. Також у 1994 році, Rhino Records випустив бокс-сет під назвою Allison Wonderland. Новий студійний альбом Еллісон записав лише через 12 років, The Way of the World (продюсер Джо Генрі), який вийшов на лейблі Anti на початку 2010 року. У 2012 році припинив концертну діяльність і через рік був названий майстром джазу Національним фондом підтримки мистецтва (NEA). У 2015 роців випустив альбом, який став його останнім, Mose Allison American Legend, Live in California.
Помер 15 листопада 2016 року в Гілтон-Гед, Південна Кароліна у віці 89 років.

## Вплив
Пісні Еллісона записували різні виконавці, зокрема The Who («Young Man Blues»), Леон Расселл («I'm Smashed») і Бонні Рейтт («Everybody's Cryin' Mercy»).

## Дискографія
| - Back Country Suite (Prestige, 1957) - Local Color (Prestige, 1957) - Young Man Mose (Prestige, 1958) - Ramblin' with Mose (Prestige, 1958) - Creek Bank (Prestige, 1958) - Autumn Song (Prestige, 1959) - Transfiguration of Hiram Brown (Columbia, 1959) - I Love the Life I Live (Columbia, 1960) - Takes to the Hills (Epic, 1961) (перевиданий як V-8 Ford Blues, 1966) - I Don't Worry About a Thing (Atlantic, 1962) - Swingin' Machine (Atlantic, 1962) - Mose Allison Sings (Prestige, 1963) - The Word from Mose (Atlantic, 1964) - Wild Man on the Loose (Atlantic, 1965) - Mose Alive! (Atlantic, 1965) - I've Been Doin' Some Thinkin' (Atlantic, 1968) | - Hello There, Universe (Atlantic, 1969) - Western Man (Atlantic, 1971) - Mose in Your Ear (Atlantic, 1972) - Your Mind Is on Vacation (Atlantic, 1976) - Pure Mose (32 Jazz, 1978) - Middle Class White Boy (Discovery, 1982) - Lessons in Living (Elektra, 1982) - Ever Since the World Ended (Blue Note, 1987) - My Backyard (Blue Note, 1989) - The Earth Wants You (Blue Note, 1993) - Tell Me Something: The Songs of Mose Allison (Verve, 1996), with Van Morrison, Georgie Fame and Ben Sidran - Gimcracks and Gewgaws (Blue Note, 1997) - The Mose Chronicles: Live in London, vol. 1 (Blue Note, 2001) - The Mose Chronicles: Live in London, vol. 2 (Blue Note, 2002) |